# Jacob Vernes

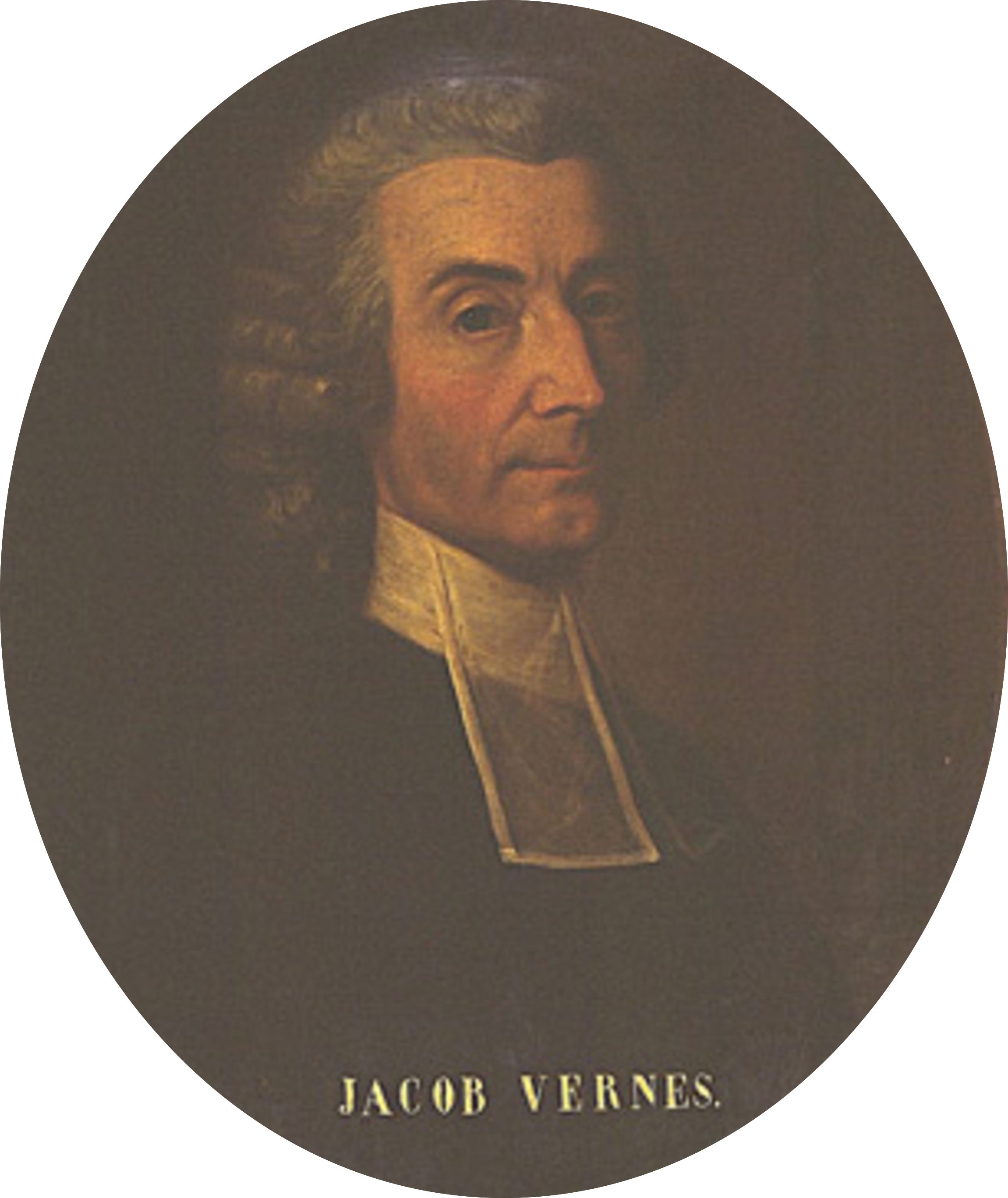
Porträt von Jacob Vernes

Jacob Vernes (* 31. Mai 1728 in Genf; † 22. Oktober 1791 ebenda) war ein Genfer evangelischer Geistlicher. Er ist nicht zu verwechseln mit dem Theologen Jacob Vernet, der ebenfalls zu seiner Zeit in Genf lebte.

## Leben

### Familie
Jacob Vernes war der Sohn des Kaufmanns Jean-Georges Vernes (* 20. Juni 1696 in Lausanne; † 7. Oktober 1763 in Genf) und dessen Ehefrau Françoise Marguerite (* 5. Juni 1704; † 1. Januar 1780), Tochter von Mathieu Marin (1649–1719); er hatte noch sechs Geschwister.
In erster Ehe war er seit 1759 mit der Französin Marie-Françoise (* 1730 in Puylaurens im Département Tarn; † 1760), Tochter von Daniel Clarenc, verheiratet und hatte mit ihr eine Tochter, die noch in der Kindheit verstarb. Er heiratete darauf in zweiter Ehe 1764 Marie-Anne (* 1744 in Genf; † 12. Mai 1773 ebenda), Tochter des François Simonde (1703–1770), Hauptmann in französischen Diensten; gemeinsam hatten sie drei Kinder. Nach dem Tod seiner zweiten Ehefrau heiratete er 1775 die Französin Jeanne-Rosalie, Tochter von Jacques Fenou; aus dieser Ehe gingen zwei Kinder hervor.
Sein Sohn François Vernes (* 10. Januar 1765 in Céligny; † 6. April 1834 in Versoix) wurde später Schriftsteller und Politiker; dessen Enkelin Amélie Constance Pauline Vernes (* 1839; † 1909) war mit dem Archivar Louis Dufour (1839–1909) verheiratet.
Er war auch der Onkel des Ökonomen und Historikers Jean Charles Léonard Simonde de Sismondi.

### Werdegang
Jacob Vernes immatrikulierte sich 1747 zu einem Theologiestudium an der Académie de Genève und beendete dieses 1751. Nachdem er 1752 ordiniert wurde, reiste er von 1752 bis 1755 durch Frankreich, die Niederlande und England; anschliessend war er als Pfarrer in Céligny, Saconnex und Genf tätig.
1782 erfolgte, nach der Niederlage der Représentants (Bürger, welche Beschwerden gegen die Regierung erhoben hatten), seine Absetzung als Pfarrer und er wurde bis 1790 verbannt; gemeinsam mit ihm wurde auch der Pfarrer Isaac Salomon Anspach abgesetzt und mit weiteren 16 Personen ins Exil gesandt (siehe auch Geschichte des Kantons Genf). Er zog sich darauf nach Morges im Kanton Waadt zurück und pflegte von dort aus eine Freundschaft mit dem Geistlichen Esaïe Gasc (1748–1813).

### Schriftstellerisches Wirken
Jacob Vernes korrespondierte unter anderem mit Voltaire, der ein enger Freund wurde und den er häufig in Ferney besuchte, und mit Jean-Jacques Rousseau, wobei sich seine Beziehung zu Letzterem sich ab 1762 verschlechterte.
Gemeinsam mit seinem Freund Antoine-Jacques Roustan (1734–1808) verfasste er die unveröffentlichte Schrift Histoire de Genève, von der das Manuskript erhalten blieb und das von Marguerite Maire kommentiert wurde.
Er schrieb 1776 den Roman La confidence philosophique, das 1780 von Lorenz Hübner ins Deutsche übersetzt wurde, und er war der Verfasser einiger theologischer Werke sowie von 1755 bis 1760 Herausgeber der Zeitschrift Choix littéraire, die vierteljährlich erschien. In dieser Zeitung waren protestantische Autoren ebenso vertreten wie katholische Autoren, darunter auch Jesuiten. Ihre Kritik richtete sich gegen Materialismus, Atheismus sowie Unglauben und sie riefen zur Bewahrung des Christentums und zur Verteidigung der Religion auf. Obwohl er die Herausgabe nach der Ausgabe von acht Bänden einstellen wollte, setzte er die Veröffentlichung weiter fort, worauf ihm Voltaire am 1. Februar 1757, mitteilte, dass er sich über die Fortsetzung der Zeitschrift sehr freue.
Seine Schriften wurden auch in Frankreich, Deutschland, England und Holland aufgelegt.

## Schriften (Auswahl)
- Choix littéraire.
  - Band 1. Genf 1755.
  - Band 2. Genf 1755.
  - Band 3. Genf 1755.
- Lettres sur le christianisme de Mr J.J. Rousseau, adressées à Mr. I.L. Amsterdam: Neaulme, 1764.
- Lettres de Monsieur le pasteur Vernes à Monsieur J. J. Rousseau. Genf 1765.
- Examen de ce qui concerne le christianisme, la réformation evangélique, et les ministres de Geneve, dans les deux premieres lettres de Mr. J.J. Rousseau: écrites de la montagne. A Geneve: Chez Claude Philbert, 1765.
- Recueil d’opuscules concernant les ouvrages et les sentiments de nos philosophes modernes sur la religion: l’éducation et les moeurs. La Haye: F. Staatman, 1765.
- Convient-il de supprimer une partie des sermons qui se prononcent à Genève? Genf 1775.
- Catéchisme a l’usage des jeunes gens. Genf 1779.
- Confidence Philosophique.
  - Band 1.Geneve: Du Villard & Nouffer, 1779.
  - Band 2. Geneve: Du Villard & Nouffer, 1779.
- Lorenz Hübner; Jacob Vernes: Der philosophische Geist unsers Jahrhunderts. Frankfurt und Leipzig 1780.
- Pöesies De M. Vernes, Fils. London 1786.
- Sermons prononcés à Genève. Lausanne 1790.
- Sermons prononcés à Genève.
  - Band 1. Lausanne 1792.
  - Band 2. Genf und Lausanne 1792.
- Le cri de la Patrie. 1794.
- Suite du Cri de la patrie. 1795.